# Milímetro de columna de agua

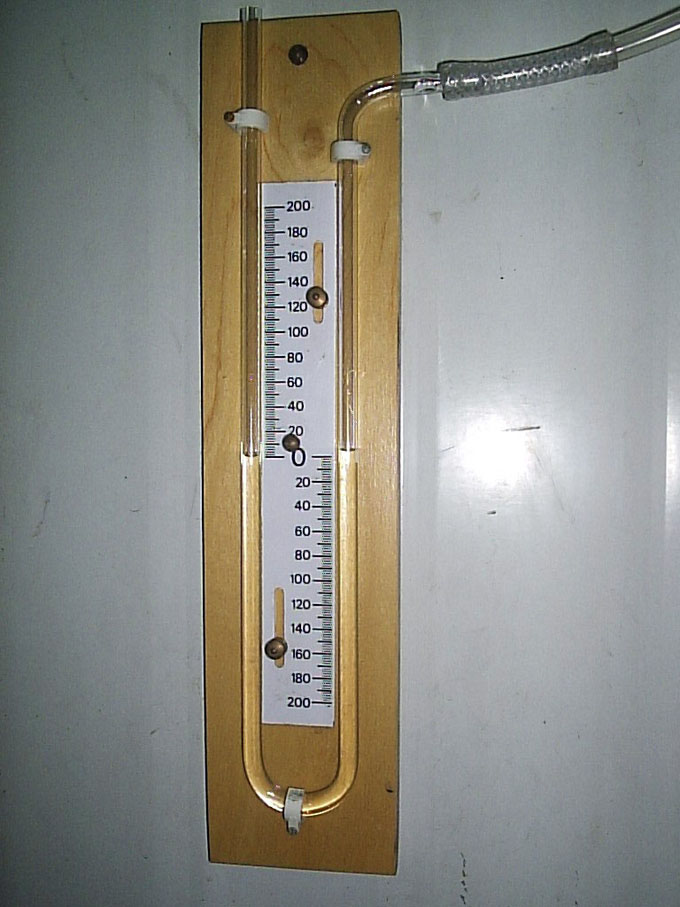
Manómetro diferencial de inspección graduado en milímetros columna de agua.

Un milímetro de columna de agua es una unidad de presión del sistema técnico de unidades, que equivale a la presión ejercida por una milésima parte de una columna de agua pura (a 4 °C) de un metro de altura y al nivel del mar. Es un múltiplo de la unidad columna de agua. Su símbolo es mm.c.d.a., aunque también se lo puede encontrar en diversa literatura como mm.c.a.
Esta unidad de presión es ampliamente utilizada para expresar pérdidas de carga en conductos de ventilación y diversos equipos con circuitos de tuberías, así como los valores de presión estática requeridos para máquinas de fluido como ventiladores, entre otros, debido a su pequeña magnitud física y fácil medición manométrica.
En equivalencias:
1 mm.c.d.a. = 9,80665 Pa
1 mm.c.d.a. = 0,009807 kPa
1 mm.c.d.a. = 0,00142 PSI
1 mm.c.d.a. = 0,09807 milibar
1 mm.c.d.a. = 0,07356 mm de Hg (a 0 °C)